# Alain Lortie (éclairagiste)
Pour les articles homonymes, voir Alain Lortie et Lortie.
 (octobre 2012).
Alain Lortie est un éclairagiste québécois. Il a gagné un prix des masques[réf. nécessaire].
Il a travaillé avec des chanteurs comme Diane Dufresne, Robert Charlebois, Carole Laure et Lara Fabian, des chorégraphes comme Marie Chouinard et Édouard Lock, avec Robert Lepage ou Peter Gabriel, avec Luc Plamondon sur les comédies musicales Notre-Dame de Paris et Cindy.